# Pasi Schwalger
Pasi Schwalger (Mulinu'u, 26 ottobre 1982) è un ex calciatore samoano, di origine tedesca da parte del padre, di ruolo portiere.